# Erwin Wohlfahrt
Erwin Wohlfahrt est un ténor allemand, né le 13 janvier 1932 à Nuremberg, et mort le 28 novembre 1968 à Hambourg. Son nom reste surtout attaché à sa légendaire interprétation du rôle de Mime dans L'Anneau du Nibelung de Richard Wagner.

## Biographie
Erwin Wohlfahrt étudie le chant au Conservatoire de sa ville natale, Nuremberg, avec Willy Domgraf-Fassbaender, et débute à Aix-la-Chapelle en 1956 dans le rôle de Adam, dans Der Vogelhändler de Carl Zeller. Il chante ensuite à Berlin-Est, Moscou, Paris et, en 1960-1961, paraît au Festival de Salzbourg dans La Finta Semplice (La Fausse Ingénue), puis chante les rôles de Pedrillo dans Die Entführung aus dem Serail (L'Enlèvement au sérail), Monostatos dans Die Zauberflöte (La Flûte enchantée). Il entre alors dans la troupe de l'Opéra de Hambourg et se produit un peu partout en Europe, notamment à Vienne, Milan, Londres.
Mais c'est surtout au Festival de Bayreuth que son nom reste attaché, puisque de 1963 à 1967, dans les grandes mises en scène de Wieland Wagner, il y chante David dans Les Maîtres chanteurs de Nuremberg, le berger dans Tristan et Isolde et surtout Mime, dans L'Or du Rhin et Siegfried de L’Anneau du Nibelung, qui demeure son plus grand rôle, heureusement préservé grâce aux enregistrements intégrales dirigés par Karl Böhm et Herbert von Karajan. Il l'interprète également en 1968, peu de temps avant sa mort, au Festival de Pâques de Salzbourg sous la direction de Karajan. Comme son compatriote, le ténor Fritz Wunderlich, il meurt prématurément, âgé de 36 ans.

## Discographie[6]
- Richard Wagner, Das Rheingold (Mime), Festival de Bayreuth, direction Karl Böhm, (1966)
- Richard Wagner, Siegfried (Mime), Festival de Bayreuth, direction Karl Böhm (1966)
- Richard Wagner, Das Rheingold (Mime), Orchestre Philharmonique de Berlin, direction Herbert von Karajan (1966)
- Ludwig van Beethoven, Fidelio (Jaquino), Orchestre Philharmonique de l'Opéra de Hambourg, direction Leopold Ludwig, mise en scène : Joachim Hess (DVD, 1968)